# Мілован
Мілован (рум. Milovan) — село у повіті Долж в Румунії. Входить до складу комуни Плешой.
Село розташоване на відстані 201 км на захід від Бухареста, 20 км на захід від Крайови.

## Населення
За даними перепису населення 2002 року у селі проживали 395 осіб, усі — румуни. Усі жителі села рідною мовою назвали румунську.